# Bellendena montana
Bellendena montana, con el nombre común de "mountain rocket" es una especie de arbusto ramificado de la familia Proteaceae. Es originaria de lugares a gran altura de  Tasmania, Australia. Es el único miembro del género Bellendena, el cual, es a su vez, el único miembro de la subfamilia  Bellendenoideae. Estudios filogenéticos consideran  este género como basal para el resto de las proteáceas.
No es fácilmente cultivable por su dificultad para crecer a bajas alturas.

## Taxonomía
El género fue presentado por Robert Brown y publicado en  Transactions of the Linnean Society of London  10: 166 en el año 1810.